# Уотерс, Марк
Марк Стефен Уотерс (англ. Mark Stephen Waters; род. 30 июня, 1964, Уайандотт, Мичиган, США) — американский кинорежиссёр, сценарист и продюсер. Известен своими комедиями «Чумовая пятница» (2003) и «Дрянные девчонки» (2004).

## Биография
Родился 30 июня, 1964 года в городе Уайандотт, штат Мичиган. Закончил Американский институт киноискусства и по состоянию на сентябрь 2006 года работает в Paramount Pictures. Часто снимает беззаботные комедийные семейные фильмы.
Уотерс был одним из 120 приглашённых присоединиться к Академии кинематографических искусств и наук в 2006 году.

## Личная жизнь
Супруга — Дина Спайби-Уотерс, есть две дочери. Его брат — сценарист Дэниел Уотерс (Daniel Waters).

## Фильмография

### Режиссёр
- 2026 — Херши / Hershey
- 2016 — Плохой Санта 2 / Bad Santa 2
- 2014 — Академия вампиров / Vampire Academy
- 2011 — Пингвины мистера Поппера / Mr. Popper’s Penguins
- 2009 — Ева Адамс / Eva Adams
- 2009 — Призраки бывших подружек / Ghosts of Girlfriends Past
- 2008 — Хроники Спайдервика / The Spiderwick Chronicles
- 2005 — Между небом и землёй / Just Like Heaven
- 2004 — Дрянные девчонки / Mean Girls
- 2003 — Чумовая пятница / Freaky Friday
- 2002 — Внимание! Нецензурные выражения / Warning: Parental Advisory
- 2001 — Вверх тормашками / Head Over Heels
- 1997 — Дом, где говорят «Да» / The House of Yes

Также было объявлено что он будет режиссёром «Сабрина — маленькая ведьма», которую собирается снимать Sony Pictures.

### Сценарист
- 1997 — Дом, где говорят «Да» / The House of Yes

### Продюсер
- 2019 — В поисках Аляски / Looking for Alaska (исполнительный продюсер)
- 2016 — Плохой Санта 2 / Bad Santa 2 (исполнительный продюсер)
- 2011 — Пингвины мистера Поппера / Mr. Popper’s Penguins (исполнительный продюсер)
- 2009 — Ева Адамс / Eva Adams (исполнительный продюсер)
- 2009 — Призраки бывших подружек / Ghosts of Girlfriends Past (исполнительный продюсер)
- 2009 — 500 дней лета / (500) Days of Summer
- 2005 — Простите, ненавистники / Sorry, Haters (исполнительный продюсер)